# Ribautiana luculla
Ribautiana luculla är en insektsart som först beskrevs av Medler 1943.  Ribautiana luculla ingår i släktet Ribautiana och familjen dvärgstritar. Inga underarter finns listade i Catalogue of Life.